# Score de Jadad
Le score de Jadad, parfois aussi appelé « score de qualité d'Oxford », est une procédure pour évaluer de manière indépendante la qualité méthodologique d'un essai clinique,. C'est une des évaluations les plus répandues dans le monde. En 2008, son article de séminaire a été cité dans plus de 3 000 travaux scientifiques.
Alejandro R. Jadad Bechara (en), un médecin colombien, lui a donné son nom. Il travaillait dans un centre anti-douleur.  Il est convaincu que les essais randomisés contrôlés sont très importants dans l'avancée des sciences médicales. Ce score va de 0 (très faible) à 5 (rigoureux).

## Questionnaire de Jadad
On doit répondre par oui ou non à 3 questions. Pour un oui, il y a un point et pour un non, aucun point. Il n'y a pas de valeurs intermédiaires. L'équipe de Jadad voulait que cette évaluation d'un article ne prenne pas plus de 10 minutes pour n'importe quel article.
1. Est-ce que cet article est décrit comme randomisé ?
2. Est ce que cet article est décrit comme en double aveugle ? (On doit plutôt dire maintenant que le patient, le soignant et l'évaluateur sont en aveugle.)
3. Existe-t-il une description des retraits d'études et des abandons ?

Pour recevoir les points correspondants, un article doit décrire le nombre de  retraits d'études et d'abandons dans chacun des groupes d'étude et les raisons. Des points supplémentaires sont données si :
- la méthode de randomisation a été décrite dans l'article et que cette méthode est appropriée ;
- la méthode d'aveugle est décrite et appropriée.

Des points sont cependant retirés si :
- la méthode de randomisation est décrite mais non appropriée ;
- la méthode d'aveugle est décrite mais non appropriée.

## Critiques
On critique le score de Jadad en disant qu'il est trop simpliste, qu'il donne trop d'importance à l'aveugle et qu'il est peu reproductible,.

## Ne pas confondre
Il ne faut pas confondre le score de Jadad qui se veut un score de qualité avec l' énoncé CONSORT qui aide les auteurs, les éditeurs et les lecteurs à vérifier que les données d'un article sont présentées de manière exhaustive.